# Sallay Károly
Sallay Károly (Apa, 1947. március 1. –) erdélyi magyar biológiai szakíró.

## Életútja
Középiskoláit Szatmárnémetiben, a Mihai Eminescu Líceumban végezte (1964), majd a BBTE Természetrajz–Biológia Karán szerzett tanári oklevelet (1969). Azóta Szilágysomlyón tanít; 1990-től a Mezőgazdasági Líceum aligazgatója.

## Munkássága
Kutatási területe a Szilágyság növény- és állatvilága; e témakörből első írása a Szatmári Hírlapban, 1969-ben jelent meg. Gyakran közölt cikkeket, tanulmányokat más hazai lapokban is (Szatmári Hírlap, A Hét; 1989 után: Szarvasi Krónika, Szilágysági Szó, Szilágyság, Művelődés, 1992/3).
Az Erdélyi Kárpát-Egyesület rendezésében saját természetfotói kíséretében több, diavetítéssel egybekötött előadást tartott: A Berettyó-felvidék földrajzi, növénytani és történelmi értékei (Nagyvárad, 1991); Magyarországi műemlékek, arborétumok (Szilágysomlyó, 1992).